# Francisco Ruiz-Tagle
Francisco Ruiz-Tagle Portales (ur. 1790 – zm. 23 marca 1860) – polityk chilijski, tymczasowy prezydent kraju w 1830 roku.
Był synem Manuela Ruiza de Tagle Torguemada i Rosario Portales Larraín. Brał udział w przemianach związanych z uzyskaniem przez Chile niepodległości, był deputowanym z okręgu Los Andes (1811), senatorem (1812 – 1814) i ministrem gospodarki w rządzie Francisco Antonio Pinto. 17 lutego 1830 roku został wybrany przez kongres tymczasowym prezydentem republiki w miejsce odsuniętego José Antonio Rodrigueza Aldei. 30 marca tego samego roku ustąpił ze stanowiska zostawiając je w rękach wiceprezydenta José Tomása Ovalle.